# Soyas tagsten
Soyas tagsten er en dansk film fra 1966.
- Manuskript Bob Ramsing efter Soyas Bare en tagsten.
- Instruktion Annelise Meineche.

Blandt de medvirkende kan nævnes:
- Poul Bundgaard
- Lily Broberg
- Bodil Steen
- Ove Sprogøe
- Karl Stegger
- Paul Hagen
- Ingolf David
- Olaf Ussing
- Ole Søltoft
- Carl Ottosen
- Hanne Løye
- Preben Mahrt
- Elith Foss
- Jesper Langberg
- Arthur Jensen
- Susanne Heinrich
- Henry Nielsen
- Bjørn Puggaard-Müller
- Jytte Abildstrøm
- Valsø Holm
- Henry Lohmann
- Ellen Margrethe Stein
- Poul Thomsen
- Marianne Tønsberg